# アイカツアカデミー!
『アイカツアカデミー！』（Aikatsu Academy!）は、バンダイによるアイカツ!シリーズのアイドルプロジェクト。キャッチコピーは「憧れをチカラにかえて、みんなでつくる新たなアイカツ！」。略称は「デミカツ」。

## 概要
2024年7月16日に行われた『バンダイ アイカツ！新プロジェクト発表会』で発表され、同年7月27日に活動を開始した。
トップアイドル『Soleil（）』に憧れてアイドル養成学校『アイカツアカデミー』に入学した姫乃みえる・真未夢メエ・和央パリンの3人の新人アイドルがYouTubeでの動画配信を通じて自分たちの活動を知ってもらい、ファンと一緒にトップアイドルを目指していく「スポ根サクセスストーリー」。
2024年11月23日開催のオンラインライブ『ブランドミューズフェス』にて新メンバー・凛堂たいむの加入が発表され、2025年1月4日に配信部4人のユニット名が『hélianthe（）』に決定した。
プロジェクトプロデューサーの原田真史によると、従来のテレビアニメ放送とデータカードダスによる展開ではなく、2014年に開催された『アイカツ！LIVE☆イリュージョン』から派生した「バーチャルライブエンターテインメント」に特化した新たなアイカツであるという。「みんなでつくる」をテーマに、ファン参加型の配信や歌ってみたなどの楽曲の二次創作で使える公式音源の無料配布など、ファンとアイドルの双方向のコミュニケーションを重視している。

## 所属アイドル

### hélianthe（）
姫乃みえる（）
- 誕生日：9月10日 / 星座：おとめ座 / 年齢：18歳→19歳 / 身長：153cm
- タイプ：キュート / ブランド：Cherish Letter（）
- キャラクターデザイン - 愛敬由紀子[6]

真未夢メエ（）
- 誕生日：12月2日 / 星座：いて座 / 年齢：18歳 →19歳/ 身長：163.4cm
- タイプ：クール / ブランド：Kaleido Wink（）
- キャラクターデザイン - やぐちひろこ[6]

和央パリン（）
- 誕生日：11月5日 / 星座：さそり座 / 年齢：18歳→19歳 / 身長：154cm
- タイプ：ポップ / ブランド：ピピピプレイヤー！
- キャラクターデザイン - 宮谷里沙[6]

凛堂たいむ（）
- 誕生日：2月9日 / 星座：みずがめ座 / 年齢：18歳→19歳 / 身長：164cm
- タイプ：セクシー / ブランド：Lucent Time（）
- キャラクターデザイン - 渡部里美[2]

## 企画・コーナー
デミカツ通信（2024年7月 - 2025年4月） → デミカツ通信’25（2025年5月 - ）
アイカツアカデミー！配信部が、日々のアイドル活動の報告やイベント・グッズ情報を伝える生配信番組。「ライブへの道!」「アイカツアカデミー!カード情報局」「みんなのカツドウ紹介!」「アイカツレッスン!」などのコーナーからなる。毎週土曜日20時配信（2024年7月〜2025年4月）→隔週土曜日20時配信（2025年5月〜）。
スペシャルアイドルコラボレーション（2024年9月 - ）
アイカツアカデミーの特別授業。学園の最新のアイカツシステムを使って、トップアイドルの先輩と一緒に歌うことができる。これまでに姫乃みえるが『アイカツ!』の星宮いちご、真未夢メエが『アイカツ!』の大空あかり、和央パリンが『アイカツプラネット!』のハナと共演を果たした。
アイカツ！インタビュー（2025年5月 - ）
アイドルたちのリアルな本音や心情を語るインタビュー企画。
アイカツ！チャレンジ（2025年5月 - ）
輝くトップアイドルになるために、配信部メンバーが様々な挑戦をしていく番組。毎週木曜19時配信。
アイカツ！ツアーズ〜学園紹介〜（2025年5月 - ）
表現力向上を目的に、配信部メンバーがアイカツアカデミーの素敵なスポットを紹介するコーナー。
アイカツ！ミッション（2025年5月 - ）
配信部メンバーが、学園からの課題である「歌」「ダンス」「基礎体力」合わせて50項目の合格を目指す番組。隔週土曜日20時配信。

## ディスコグラフィ
特記がない限り作詞はF.M.F所属者が担当。

### 楽曲
| タイトル                       | 公開日         | 作詞・作曲・編曲                          | 歌唱                               |
| ------------------------------ | -------------- | ----------------------------------------- | ---------------------------------- |
| Memories for Tomorrow          | -              | 作曲・編曲：yamazo                        | -                                  |
| 満開！エリオント               | 2024年7月27日  | 作詞・作曲：草野華余子 / 編曲：瀬名航     | 姫乃みえる、真未夢メエ、和央パリン |
| アコガレスカイ                 | 2024年8月3日   | 作詞：稲葉エミ / 作曲・編曲：大畑拓也     | 姫乃みえる、真未夢メエ、和央パリン |
| Peek-A-Boo!!                   | 2024年8月31日  | 作詞：稲葉エミ / 作曲・編曲：RINZO        | 姫乃みえる、真未夢メエ、和央パリン |
| きらー☆ちゅーん                | 2024年11月2日  | 作詞：稲葉エミ / 作曲・編曲：やしきん     | 姫乃みえる                         |
| ホップ・ステップ・ポップコーン | 2024年11月9日  | 作詞：稲葉エミ / 作曲・編曲：大畑拓也     | 和央パリン                         |
| 幻想ナイトメア                 | 2024年11月16日 | 作詞：稲葉エミ / 作曲・編曲：eba          | 真未夢メエ                         |
| HAPPY REFLECTION               | 2024年11月30日 | 作詞・作曲：ZAQ / 編曲：EFFY              | hélianthe                          |
| brilliant starlight            | 2025年2月1日   | 作詞：稲葉エミ / 作曲・編曲：eba          | hélianthe                          |
| Shiniest Key                   | 2025年2月8日   | 作詞：稲葉エミ / 作曲・編曲：高尾奏之介   | 凛堂たいむ                         |
| 童話の中のエトセトラ           | 2025年3月1日   | 作詞：稲葉エミ / 作曲・編曲：eba          | 真未夢メエ                         |
| 自称最強ヒーロー               | 2025年3月1日   | 作詞：稲葉エミ / 作曲・編曲：大畑拓也     | 和央パリン                         |
| コトノハメロディー             | 2025年3月1日   | 作詞：稲葉エミ / 作曲・編曲：やしきん     | 姫乃みえる                         |
| 空色ミチシルベ                 | 2025年3月29日  | 作詞：稲葉エミ / 作曲・編曲：哥丸雄貴     | hélianthe                          |
| Colorful Rainbow               | 2025年7月27日  | 作詞：稲葉エミ / 作曲・編曲：うたたね歌菜 | hélianthe                          |

## アイカツアカデミー！カード
アイドルたちの配信・レッスン・ライブなど、様々なアイドル活動が記録されたデジタルカード。略称は「デミカ」。配信部のYouTubeチャンネルでの配布や、HPの「カードショップ」ページで購入することで入手できる。
2025年4月27日より、アイカツ！オフィシャルストア秋葉原店にて、対象のデジタルカードを「リアルカード化」できるテスト販売が開始している。

## 『Aikatsu！ Memory』
アイカツアカデミー！配信部チャンネルで公開されていたショートドラマ（2024年7月〜2025年4月）。配信を見ていなくても従来のアニメシリーズのような感覚で配信部の活動を追えるようになっている。2025年5月からの配信部チャンネルの新展開に伴い、第39話で一区切りとなっている。

### 各話リスト
| 話数   | サブタイトル                         | 配信日         |
| ------ | ------------------------------------ | -------------- |
| 第0話  | プロローグ                           | 2024年 7月28日 |
| 第1話  | 新しいアイカツ！スタート！           | 7月28日        |
| 第2話  | 初めての感想！                       | 7月29日        |
| 第3話  | アコガレスカイ！                     | 8月5日         |
| 第4話  | Let's コール&レスポンス！            | 8月11日        |
| 第5話  | これが私のルーティン！               | 8月18日        |
| 第6話  | ライブに向けて三者三様 配信部！      | 8月25日        |
| 第7話  | リベンジ！フレッシュアイドルフェス   | 9月14日        |
| 第8話  | ソロブランドを作ろう！               | 9月14日        |
| 第9話  | ブランドの勉強をしよう！             | 9月15日        |
| 第10話 | 部員さんからの挑戦状！？             | 9月22日        |
| 第11話 | ショートでバズりたい！               | 9月29日        |
| 第12話 | メエの好きなもの                     | 10月6日        |
| 第13話 | みえるの好きなもの                   | 10月13日       |
| 第14話 | パリンの好きなもの                   | 10月20日       |
| 第15話 | ハロウィンパーティーしよう！         | 10月27日       |
| 第16話 | ブランドミューズフェス正式出場決定！ | 11月3日        |
| 第17話 | 大切なものたくさん                   | 11月11日       |
| 第18話 | 最高のブランド、完成！               | 11月17日       |
| 第19話 | 開幕！ブランドミューズフェス         | 11月24日       |
| 第20話 | ドキドキの新入部員！！！！           | 12月1日        |
| 第21話 | 大型ライブ決定！                     | 12月8日        |
| 第22話 | 仲間だけどライバル                   | 12月15日       |
| 第23話 | 小さなメリークリスマス               | 12月22日       |
| 第24話 | 思い出はみんなのもの                 | 12月29日       |
| 第25話 | あけましてアイカツ！                 | 2025年 1月5日  |
| 第26話 | 対話の必殺技！？                     | 1月12日        |
| 第27話 | ポージング活動！                     | 1月19日        |
| 第28話 | エリオントらしさとは？               | 1月27日        |
| 第29話 | ひとりひとりが輝いて                 | 2月2日         |
| 第30話 | 一歩踏み出せば                       | 2月9日         |
| 第31話 | 未来に向かって、自分のペースで       | 2月17日        |
| 第32話 | みんなのヒーロー！                   | 2月23日        |
| 第33話 | 届けたいから                         | 3月2日         |
| 第34話 | アイコンタクト・レッスン？           | 3月9日         |
| 第35話 | 客席もアツく！                       | 3月16日        |
| 第36話 | 新しい景色                           | 3月23日        |
| 第37話 | 2年生スタート！                      | 4月13日        |
| 第38話 | 2年生の目標は？                      | 4月20日        |
| 第39話 | 新しいアイカツに向かって             | 4月27日        |

## 出演

### ライブ・イベント
- ちゃお×りぼん ガールズコミックフェス2024（2024年8月10日・11日、パシフィコ横浜）[17]
- 新春みゅ～らいぶ2025 〜デミカツ！電音部！お年玉争奪戦！〜（2025年1月10日、ヒューリックホール東京）[18]
- Lemino presents ULTRA ANIME FES 2025（2025年3月9日、ぴあアリーナMM）[19]
- Life Like a Live!9 ～ファンタスティックインベーダー～（2025年3月14日〜16日、オンライン開催（Z-aN））[20]
- エリオント 1st LIVE（2025年3月29日、オンライン開催（YouTube）・namco TOKYOにてライブビューイング）[21]
- ALL AIKATSU！ ROCK FES.（2025年8月11日、立川ステージガーデン）[22]